# Köszvényes
Köszvényes (Cusuiuș), település Romániában, a Partiumban, Bihar megyében.

## Fekvése
A Béli-hegység alatt, a Fekete-Körös mellett, Belényestől délkeletre, Belényesirtás és Kakucsány közt fekvő település.

## Története
Köszvényes nevét 1588-ban említette először oklevél Kozwynies néven.
1692-ben
Köszuinyes, 1808-ban Köszvényes, Kuzujos, 1913-ban Köszvényes néven írták.
A falu egykor a görögkatolikus püspökség birtoka volt.
1851-ben Fényes Elek írta a településről:
...vagy Kusziis, 568 óhitü
lakossal, s anyatemplommal. Urbéri szántó 532, rét 266, majorsági erdő 1831 hold. Birja a váradi görög
püspök.
1910-ben 911 román lakosa volt. Ebből 910 görögkeleti ortodox volt.
A trianoni békeszerződés előtt Bihar vármegye Vaskohi járásához tartozott.
A  falu határában fekszik a "Gyalu Turkuluj" nevű dülő, melyről a helyi lakosság azt tartja, hogy ott a török időkben szőlőművelés folyt.

## Nevezetességek
- Görög keleti temploma – 1895-ben épült.

## Hivatkozások

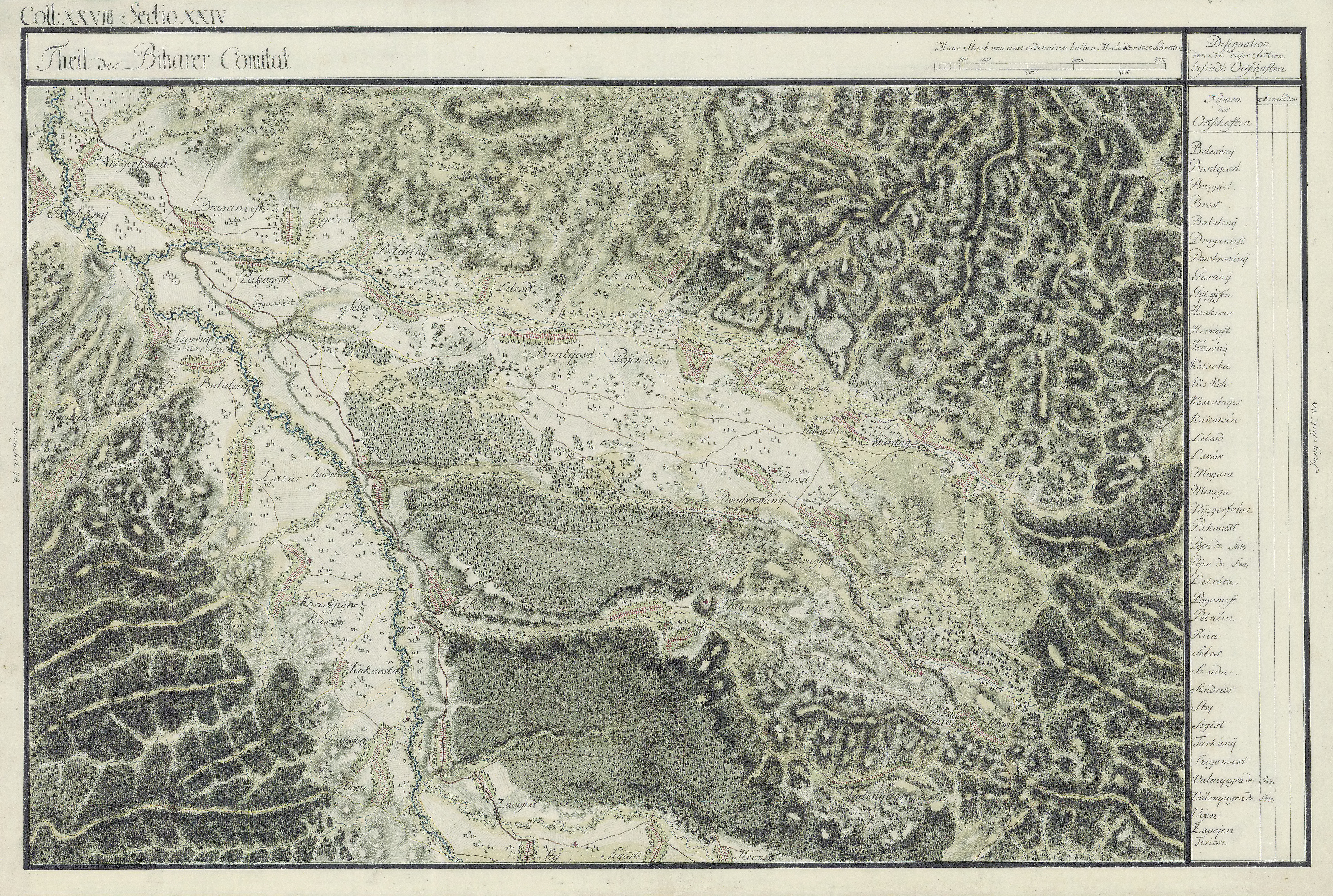
Köszvényes egy régi térképen